# Nilos (Toreut)
Nilos (altgriechisch Νίλος) war möglicherweise ein antiker griechisch-ägyptischer Toreut (Metallhandwerker), der im 1. Jahrhundert tätig war. Seine Existenz ist mittlerweile  umstritten.
Nilos findet sich auf einer zur sogenannten Mensa Isiaca (beziehungsweise Tabula Bembina) gehörenden rechteckigen Bronze-Vignette. Sie wird heute im Museo Egizio in Turin aufbewahrt. Neben dem Namen zeigt sie die Darstellung von Opferritualen im Rahmen des Isis-Kultes. Es wird angenommen, dass das Objekt Teil eines Kultobjektes in einem Isis-Tempel in Rom, möglicherweise dem auf dem Marsfeld (errichtet im Jahr 38, erweitert im Jahr 92), war. Nilos wurde lange als Name des Toreuten gewertet, der das Objekt geschaffen hatte.
Mittlerweile ist die Deutung von Nilos als Toreuten-Name umstritten. 1994 bestritt Heike Sternberg-el Hotabi diese Lesung und führte aus, dass es sich ihrer Meinung nach nur um eine Inhaltsbeschreibung handelt. Nach ihr war die Vignette an einem Behälter angebracht, in dem Nilwasser aufbewahrt wurde, der als Requisit für die Einweihung in die Mysterien gedient hatte.